# Ranua

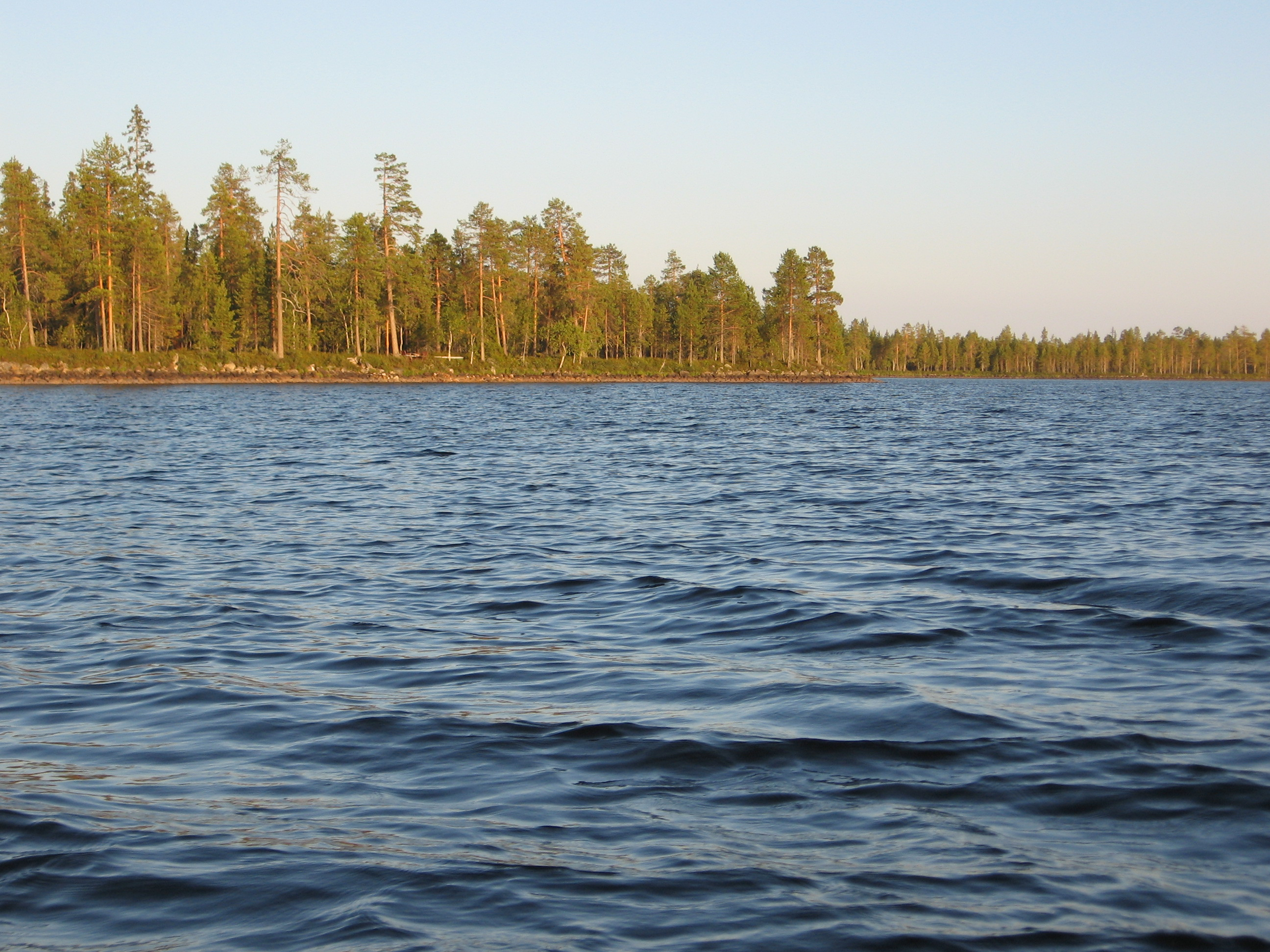
Jezero Simojärvi

Ranua je obec ve finské provincii Lappi (Laponsko). Obec má rozlohu 3 694,45 km² (z čehož je 230,92 km² vodních ploch) a 4 922 obyvatel. Hustota zalidnění je 1,33/km². Jazykem obce je finština. Nejznámější atrakcí obce je nejsevernější zoologická zahrada na světě specializující se na arktické druhy zvířat.

## Partnerská města
- Iwasaki, Japonsko (od 1990)